# Arauco-Krieg
Als Arauco-Krieg (spanisch Guerra de Arauco) bezeichnet man den kriegerischen Konflikt zwischen dem indigenen südamerikanischen Volk der Mapuche (früher zusammen mit anderen Völkern der Region von den Spaniern Araukaner genannt) und den spanischen Eroberern im Süden des heutigen Chile. Der Begriff Guerra de Arauco dient als Oberbegriff für eine durch Perioden relativen Friedens unterbrochene Kette militärischer Auseinandersetzungen, die vom Beginn der Kolonisation Chiles bis ins 18. Jahrhundert andauerte. Der Krieg verhinderte eine spanische Besiedlung der südlichen Hälfte des Landes nachhaltig.

## Vorgeschichte
1546 trafen spanische Konquistadoren unter Pedro de Valdivia am Fluss Bío Bío erstmals auf die Mapuche, die die Kolonisatoren zunächst erfolgreich am Aufbau einer Festung hinderten. Erst 1550 gelang es den Spaniern, die Stadt Concepción zu gründen.

## Verlauf
Die Mapuche entschlossen sich daraufhin zum Kampf und im Herbst 1553 kam es zur ersten großen Erhebung der Ureinwohner. In der Schlacht von Tucapel schlugen die Mapuche unter dem Kommando ihres Kriegshäuptlings (Toqui) Lautaro die in den Forts von Arauco und Tucapel stationierten spanischen Soldaten in die Flucht und töteten Pedro de Valdivia.
In den folgenden Jahren zerstörten sie in mehreren Angriffswellen eine Reihe von Stützpunkten, darunter auch die Festung Arauco und die befestigte Stadt Concepción, wurden dann aber auf dem Marsch nach Santiago de Chile von Francisco de Villagra bei einem Überraschungsangriff geschlagen, bei dem auch Lautaro ums Leben kam. García Hurtado de Mendoza unternahm 1557 einen neuen Feldzug nach Süden, der wiederum zu einer verlustreichen Niederlage in der Schlacht von Millapoa führte. Arauco konnte allerdings wieder besetzt werden. Erst bei einem späteren Aufstand 1723 wurde sie von den Mapuche eingenommen. Lautaros Nachfolger Caupolicán wurde 1558 von den Spaniern grausam getötet und diente dem spanischen Schriftsteller Alonso de Ercilla y Zúñiga 1569 als Vorbild für seinen Versroman La Araucana („Die Araukanerin“). In der Folgezeit zerstörten die Indianer die meisten der von Siedlern gegründeten Ansiedlungen im Süden des Landes und verhinderten damit eine weitere Kolonisierung Chiles.
Zu einem weiteren großen Aufstand kam es in den Jahren von 1598 bis 1604, nachdem die Huilliche, ein im Süden ansässiger Stamm der Mapuche, die spanischen Truppen 1598 in der Schlacht von Curalaba vernichtend geschlagen hatten. Dabei war auch der spanische Gouverneur Chiles, Martín García Óñez de Loyola, getötet worden. Die spanische Verwaltung in Südchile brach zusammen und konnte sich danach nur noch auf der Insel Chiloé und Jahrzehnte später wieder in Valdivia halten. In Chile wurde als einziger südamerikanischer Kolonie ab 1601 ein stehendes spanisches Heer stationiert.
Diese Siege der Mapuche waren der Auftakt zu einem langen und erbitterten Widerstandskampf gegen die europäischen Kolonisatoren, der im Großen und Ganzen siegreich war. Aus der Sicht der Mapuche handelte es sich anfangs um einen Verteidigungskrieg, aus dem später eine soziale Rebellion wurde. Aus der Sicht der Spanier handelte es sich um die erste und einzige bedeutende Niederlage bei der Eroberung und Kolonialisierung Hispanoamerikas. Es war ein kostspieliger Krieg, der sowohl in Übersee als auch in Spanien unpopulär war und der Kolonie Chile zeitweilig den Namen „Friedhof der Spanier“ eintrug. Der Chronist des Königreichs Chile Pedro Mariño de Lobera (1528–1594) beschreibt in seinem Werk Crónica del Reino de Chile die Kämpfe mit den Mapuche aus der Sicht der Eroberer.

## Ende und Folgen
Der andauernde Widerstand der Ureinwohner zwang die Spanier 1641 zur Anerkennung einer unabhängigen Mapuche-Nation im Vertrag von Quillín. Darin wurde der Bío-Bío-Fluss als Grenze festgeschrieben und dem Volk der Mapuche Souveränität zugebilligt, ein in der Geschichte indigener Bevölkerungen in Südamerika einzigartiger Vorgang. Dennoch flammte der Konflikt in den folgenden Jahrzehnten immer wieder auf und zog sich praktisch bis zur Unabhängigkeit Chiles von Spanien hin. Da viele südchilenische Indianergruppen in der Guerra a Muerte (1819–1832) aufseiten der spanischen Royalisten gegen die neue Republik gekämpft hatten, blieb ihnen die Integration in das neue Staatswesen verwehrt und der Konflikt setzte sich gegenüber dem nunmehr unabhängigen Chile nahtlos fort. In den Indianerkriegen ab 1860 bis 1881 wurde das Mapuche-Gebiet gewaltsam nach Chile eingegliedert, das Land mit Einwanderern besiedelt und die Mapuche in Reservaten konzentriert. 1934 scheiterte der letzte größere Aufstand von Mapuche bei Ranquil.